# Braamfontein
Braamfontein (anglais : blackberry fountain, français : fontaine de mûres, également connu sous le nom de Braam) est une banlieue centrale de Johannesburg, en Afrique du Sud. Il s'y trouve le siège de la Cour constitutionnelle d'Afrique du Sud et de certaines des grandes entreprises sud-africaines telles que Liberty Holdings Limited (en), JD Group (partie de Steinhoff Africa) ou Sappi. Située au nord du centre-ville, Braamfontein est le quatrième plus grand centre de bureaux de la ville de Johannesburg avec de nombreux bâtiments de divers styles architecturaux, notamment art déco et brutaliste.  
Les bureaux du conseil municipal de Johannesburg et de l'université du Witwatersrand sont également situés à Braamfontein. Le Nelson Mandela Bridge est un point de repère qui relie Braamfontein au centre-ville. Jan Smuts Avenue (en) et Empire Road sont deux grands axes routiers qui traversent cette banlieue. 

## Histoire

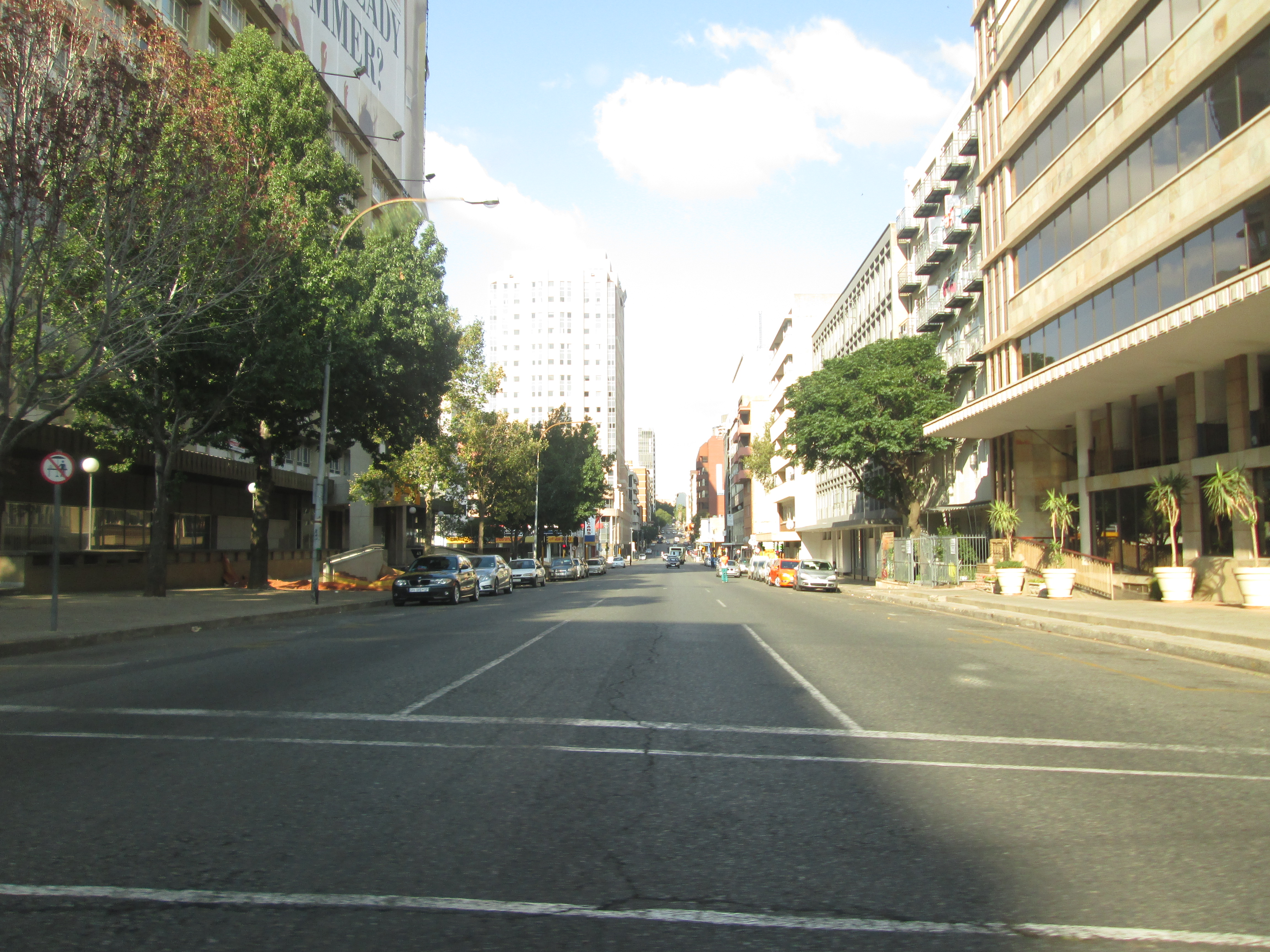
Rue De Korte.

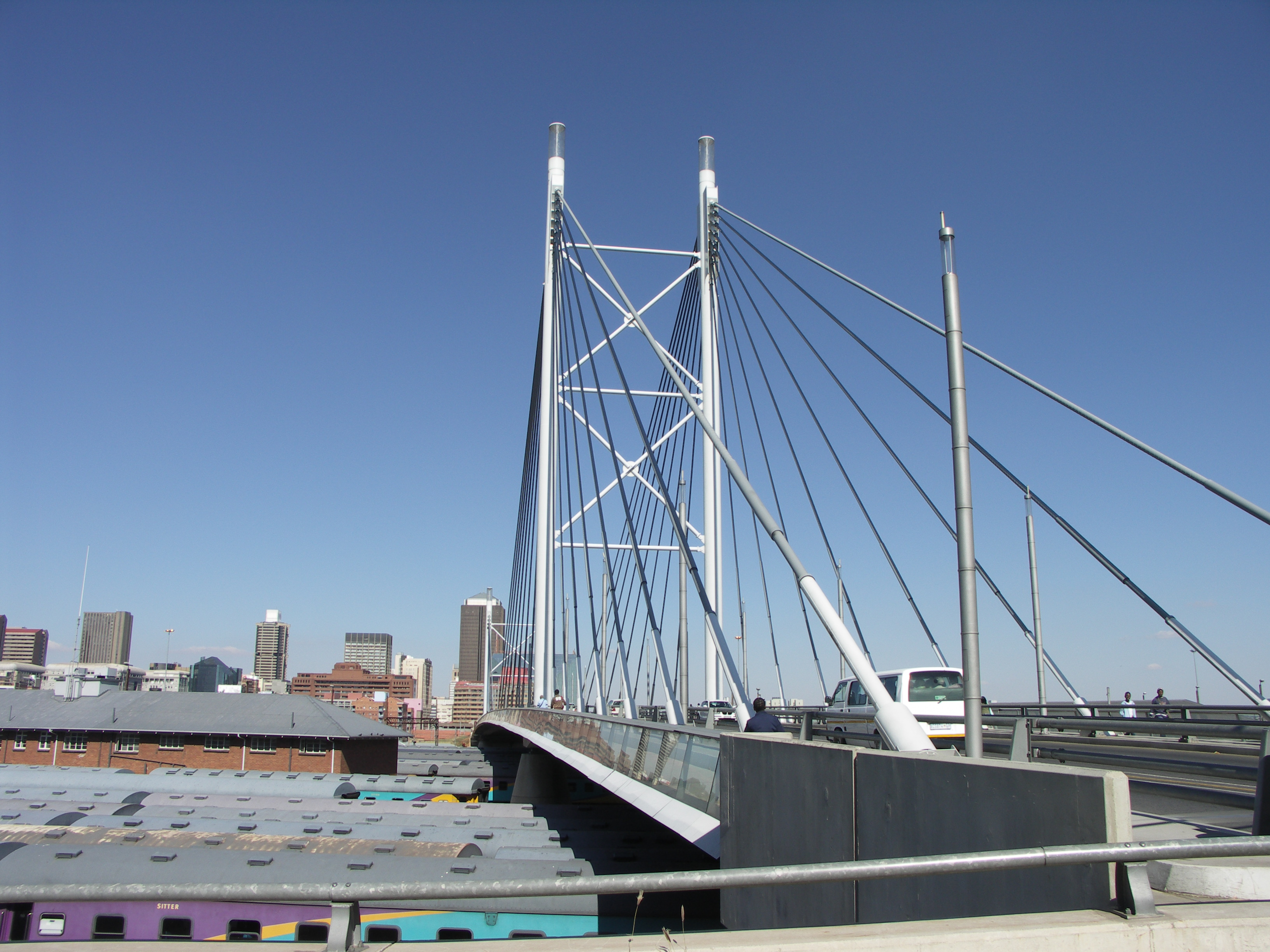
Le Nelson Mandela Bridge.

Le nom "Braamfontein" date de 1853 et était alors le nom d'une ferme. 
Comme de nombreuses fermes du Witwatersrand, Braamfontein est subdivisée dès le début, signe d'une population assez dense dans la région.   
La première banlieue établie sur la ferme Braamfontein en 1888-1889 est officieusement nommée d'après la ferme, en tant qu'extension officielle de la ville de Johannesburg. Il y avait eu auparavant des efforts infructueux de créer une banlieue avant cela, cependant c'est le nom de Braamfontein qui est resté. 
Le 19 février 1896, un train de marchandises contenant 56 tonnes de dynamite explose à Braamfontein, tuant plus de 70 personnes. 
À l'époque de l'apartheid, le développement commercial à grande échelle dans la région est encouragé. Jusqu'au milieu des années 80, une ligne de trolleybus électrique traverse certaines routes de la région. Après l'abolition de l'apartheid, la région commence à se détériorer.  
Cependant, l'intervention à la fois de la ville de Johannesburg et des grandes entreprises, au sein du Braamfontein Management District, initie un processus de rénovation urbaine du quartier. Ces efforts de rénovation et la création du Braamfontein Management District par l'Agence de développement de Johannesburg ont permis d'éviter au quartier de se délabrer. Il reste cependant à restaurer l'infrastructure économique de la région aux normes des pays développés, détruire les bâtiments dangereux et insalubres appartenant au secteur privé ainsi que réduire les crimes violents et la petite criminalité dans le quartier.